# Liste des plats de Noël
La liste des plats de Noël répertorie des plats souvent mangés à travers le monde durant la période de l’année associée à Noël.

## Dans les différents pays

### Albanie
- Byrek me kungull dhe arre, un potiron albanais traditionnel accompagné d'une tarte aux noix

Une tarte albanaise traditionnelle, ce plat est habituellement cuisiné la Veille de Noël, souvent chez les familles catholiques. La tarte est faite avec de la farine de blé, du potiron, des noix, de l'huile végétale ou du beurre, une pincée de sel et du poivre noir, auquel l'on rajoute parfois de l'origan. Les couches de pâtisserie sont traditionnellement faites maison, remplies du mélange de potiron cuit, qui contient le beurre, le sel et le poivre. Les noix sont aussi coupées et aspergées. Les couches sont alors pliées, mises sur un plat allant au four en forme circulaire et ensuite cuites. Il s'agit d'un plat utilise comme accompagnement à Noël, bien qu'il arrive qu'il le soit à d'autres occasions.

### Allemagne
- Christstollen - gâteau aux fruits confits
- Printen - pain d'épices
- Lebkuchen - pain d'épices
- Springerle - petits pains sucrés parfumés et anisés
- Carpe
- Oie rôtie
- Gibier
- Salade d'harengs servie avec des betteraves, des pommes de terre et des pommes
- Kartoffelsalat - salade de pommes de terres servie avec des saucisses
- Schäufele - jambon fumé
- Weisswurst - saucisses servies avec du veau et du bacon, parfumées avec du persil, du citron, du gingembre et de la cardamome
- Feuerzangenbowle - pain de sucre imbibé de rhum et flambé servi dans du vin chaud
- Glühwein - vin chaud aux épices

### Argentine

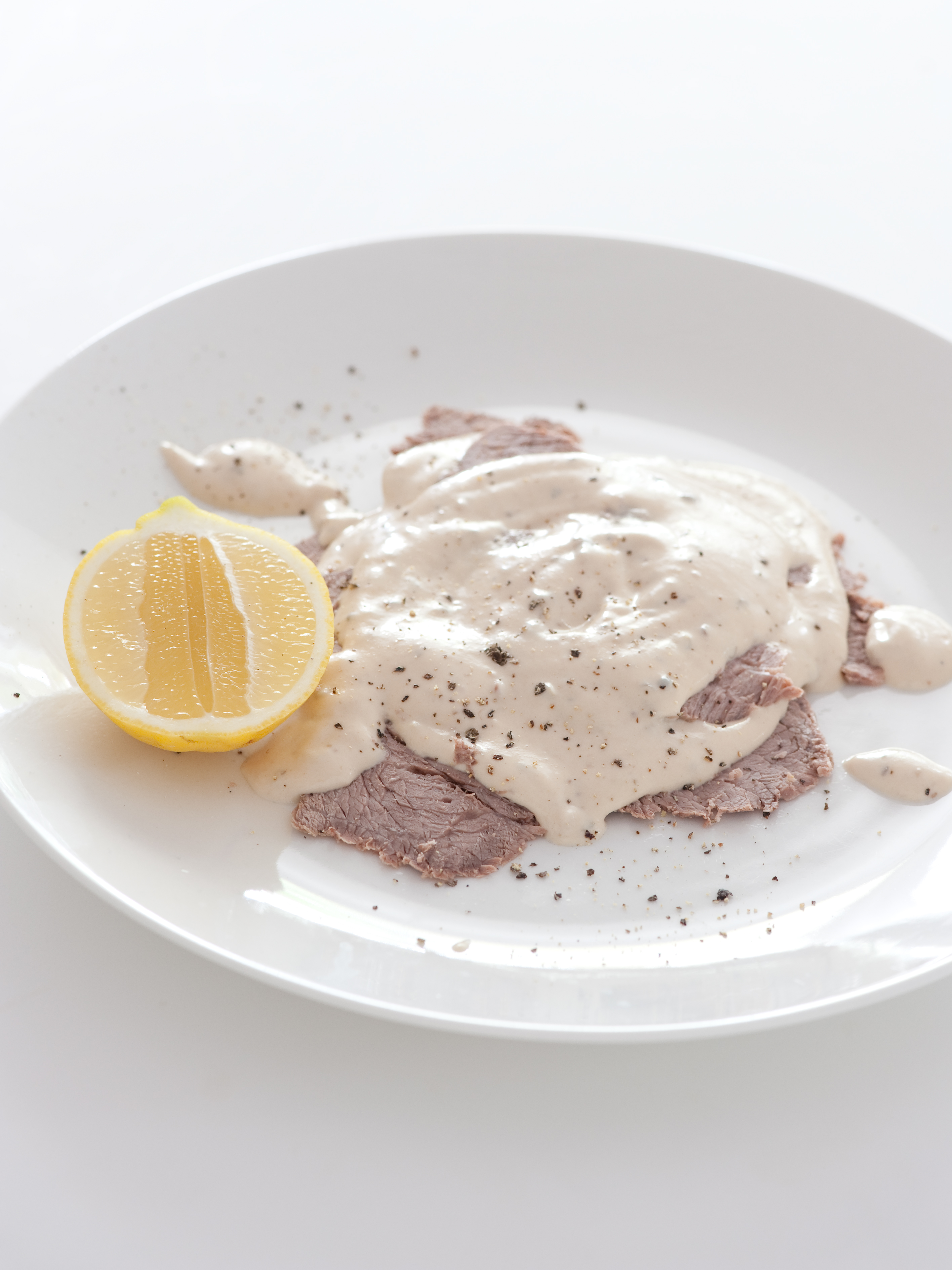
Un vitello tonnato

- Vitello tonnato - un plat à l'origine piémontais, qui est composé de tranches de viande de veau, recouvertes d'une sauce à base de mayonnaise et de thon à l'huile d'olive.
- Turrón - le Touron est une confiserie espagnole à base de miel, de sucre, de blanc d'œuf, et d'amandes entières ou pilées, il s'agit d'un type de nougat.
- Panetón (ou Pan dulce) - le Panettone est une brioche fourrée de raisins secs, de fruits confits et de zestes d'agrumes.
- Le Cidre, une boisson alcoolisée obtenue ici à partir de la fermentation du jus de pomme ou du jus d'ananas, est très commun durant la période de Noël.
- Le vin effervescent est aussi répandu chez la classe supérieure argentine.
- Budín, un pudding.
- Pionono, une pâtisserie qui est faite avec une pâte à base d’œufs, de sucre et de farine, et une garniture, traditionnellement de la confiture de lait.
- La Salade russe, une salade composée de dés de légumes et d'autres aliments, assaisonnée de sauce mayonnaise.
- Matambre - flanchet de bœuf, il s'agit d'une sorte de bavette très fine située entre la peau et les côtes.
- Lengua a la vinagreta - de la langue de bœuf à la vinaigrette.
- Garrapiñadas, des amandes pralinées.
- La Salade Waldorf, une salade préparée à partir de pommes et de céleris hachés en julienne, avec des noix et une sauce mayonnaise.
- Sandwiches de miga, des sandwichs feuilletés simples ou doubles, faits d'un mince pain blanc sans croûte, remplis de viande légèrement coupée, et additionnellement, de jambon, d’œufs, de fromage, de tomates, de poivrons.

### Australie

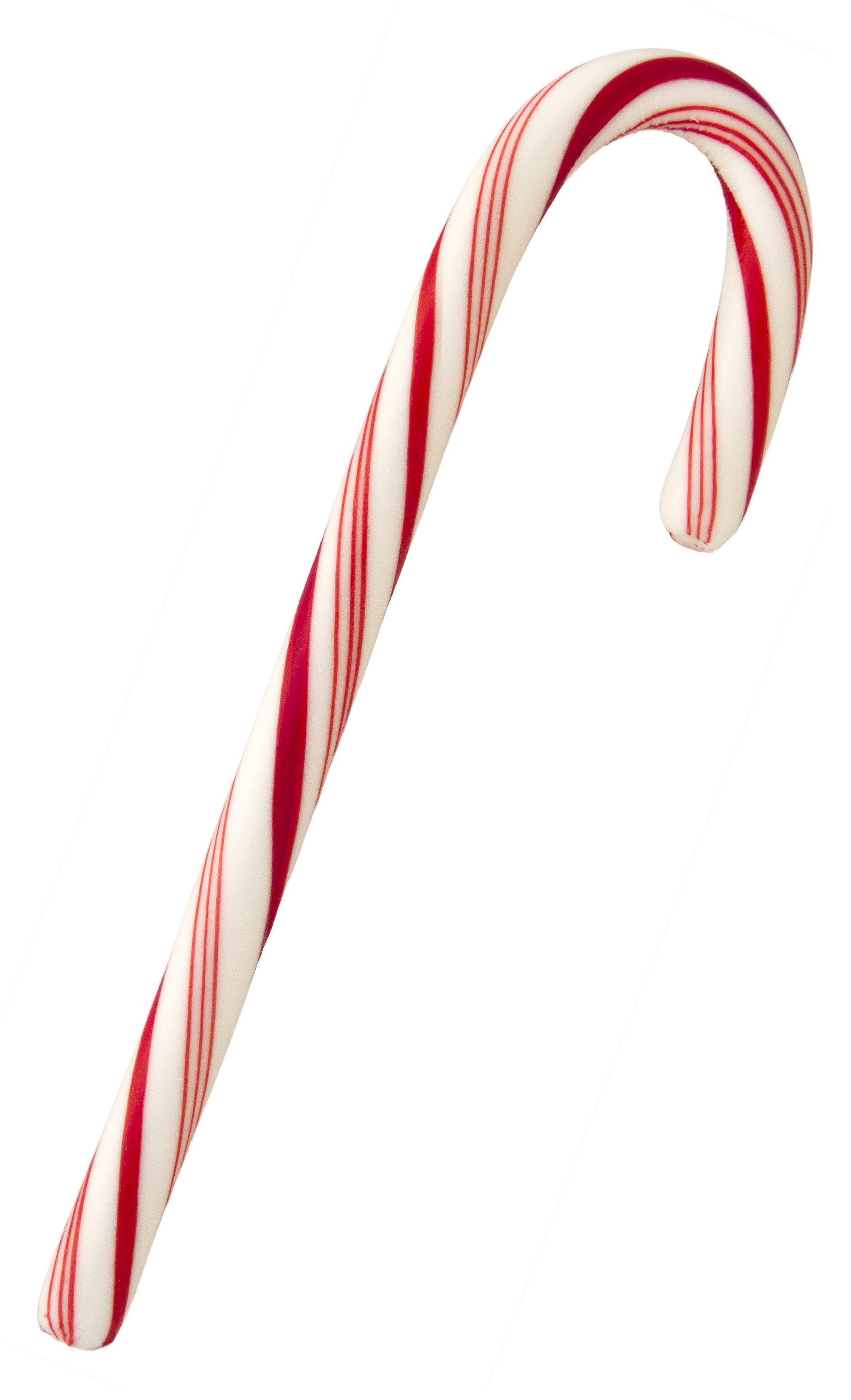
Un sucre d'orge

- White Christmas - voulant dire « Noël Blanc » en anglais, ce dessert australien est un mélange de raisins secs, cerises confites, noix de coco desséchée, de sucre glace, lait en poudre et bulles de riz, auquel on ajoute de l'huile de noix de coco hydrogénée afin de lier le tout.
- Le jambon ou la dinde, servis froids.
- Les fruits de mer
- Du poulet, du jambon, et de la dinde rôtis.
- Des crevettes.
- Le Christmas pudding
- Le Christmas cake, un type de cake.
- La costarde, un type de préparation crémeuse réalisée en cuisant un mélange de lait et/ou de crème et de jaune d'œuf.
- Du pain d’épices coupé en des formes associées a Noël, comme le bonhomme de pain d'épices.
- Le Damper - un type de pain fabriqué à partir de farine de blé, traditionnellement cuit dans les braises d'un feu de camp, servi avec du beurre, de la confiture, du miel ou bien du golden syrup.
- Des confiseries, dont le sucre d'orge et le Rocky Road, un type de dessert composé de chocolat au lait et de guimauve.
- Le Trifle, un dessert fait avec de la crème pâtissière, des fruits, de la génoise, du jus de fruits ou de la gélatine, et de la crème fouettée.
- Le Pavlova, un dessert à base de meringue.
- Le Mince Pie, une tartelette sucrée aux fruits secs et aux épices.

### Belgique
- Le cougnou, aussi connu sous le nom de pain de Jésus, est une sorte de pain brioché.
- Huîtres
- Foie gras
- Pain d'épices

### Brésil
- Lombo à Califórnia, un type de filet de porc.
- Rabanada, du pain perdu.
- Pernil, du jambon rôti.
- Perú, de la dinde rôtie.
- Bacalhau, un plat à base de cabillaud séché et fumé.
- Farofa, du manioc cru rôti avec du beurre, du sel, du bacon, de la viande fumée et des épices.
- Des noix brésiliennes
- Du panettone, une brioche fourrée de raisins secs, de fruits confits et de zestes d'agrumes.

### Canada
- Dinde farcie
- Jambon à l’érable
- Jambon à l’ananas
- Foie gras

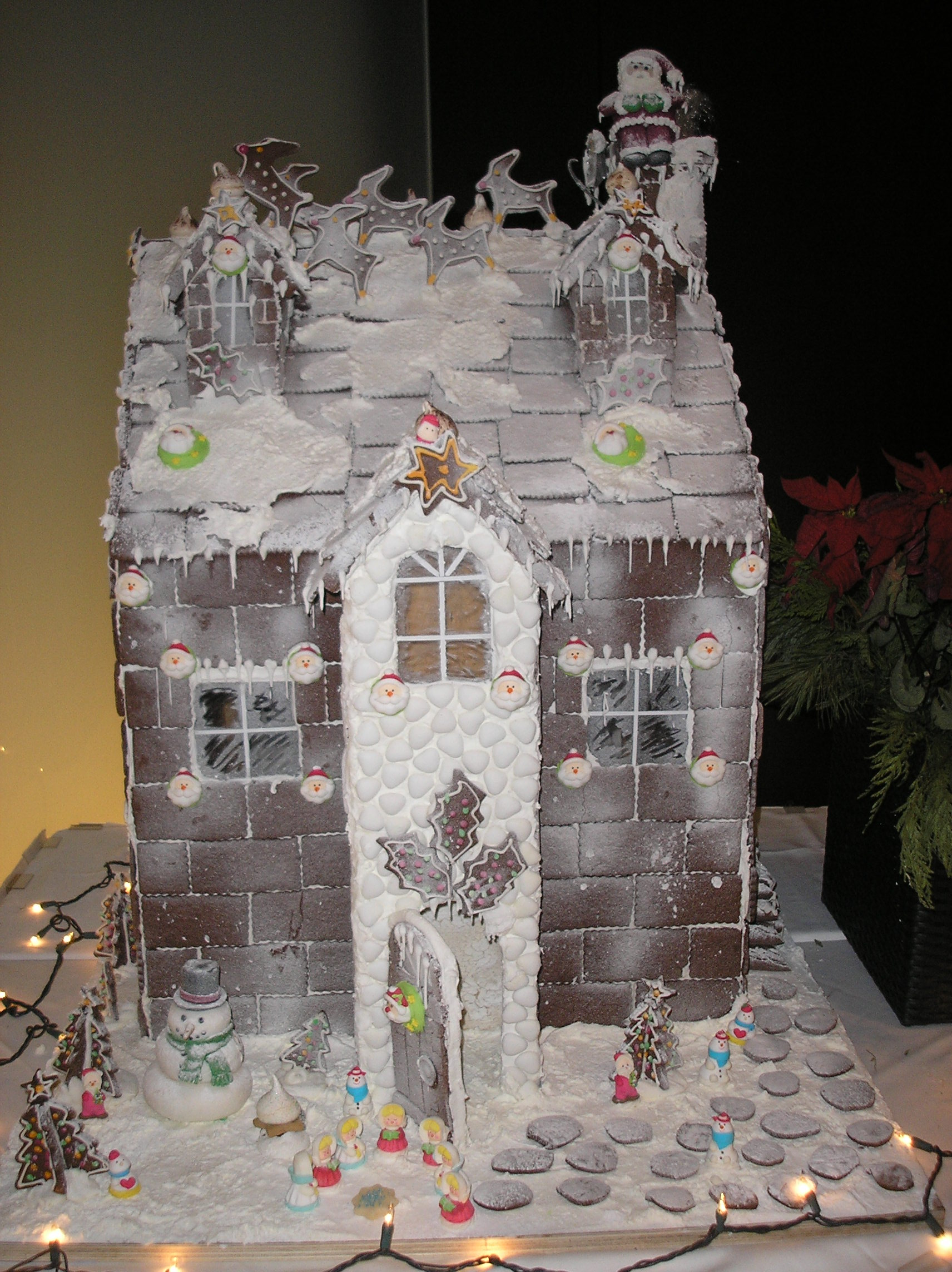
Une maison en pain d’épices.

- Pain sandwich (français local) un pain tranché horizontalement avec garniture aux œufs, jambon et poulet, le tout recouvert de fromage blanc
- Fèves aux lard
- Mousse au saumon
- Salade de macaronis (français local)
- La bûche de Noël
- La tarte au sucre, une pâtisserie canadienne à base de beurre, de sucre, de sirop et d'œufs
- Cannes de bonbon (français local), sucre d’orge

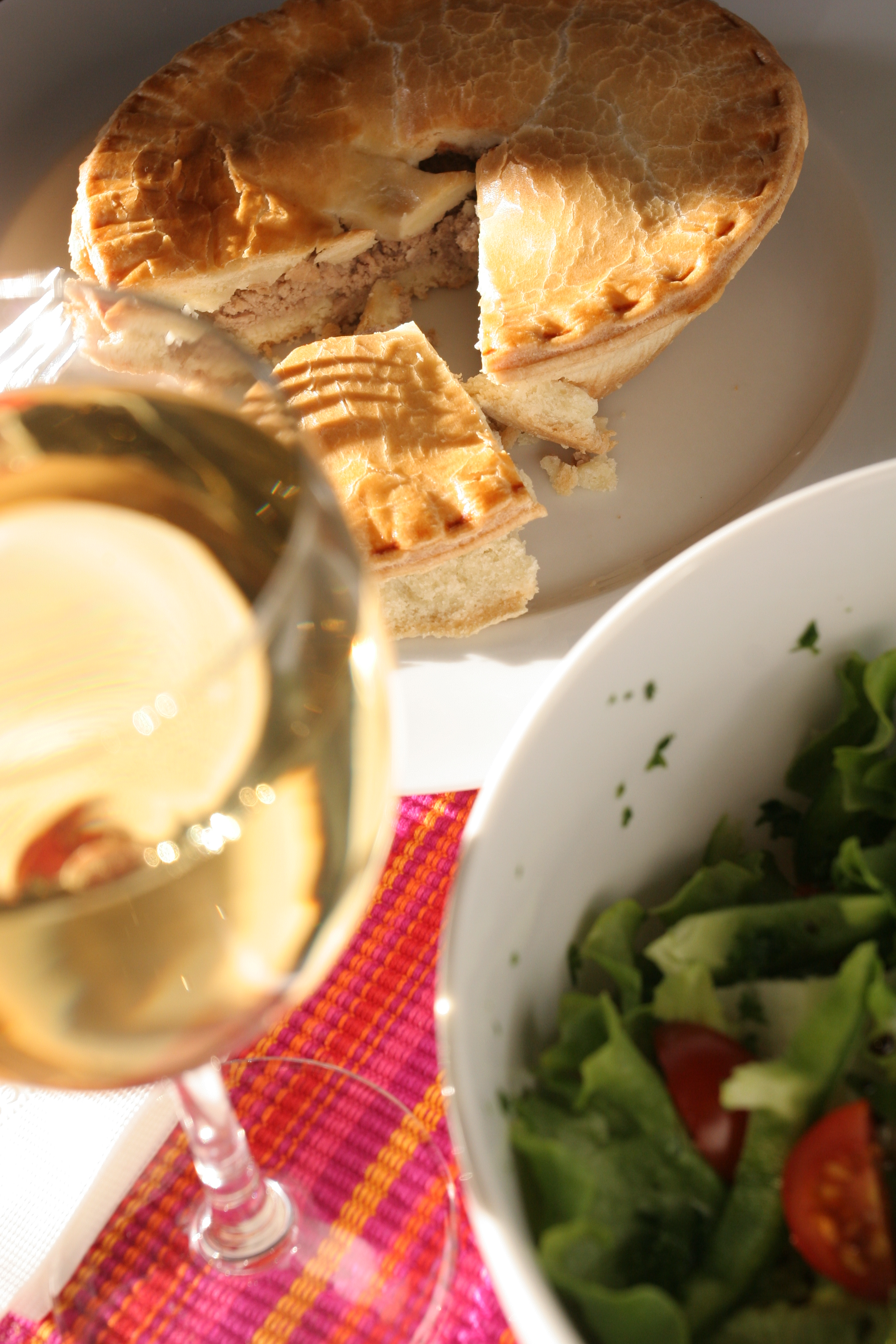
Tourtière québécoise.

- Tourtière québécoise.Le pouding chômeur (français local) ou Christmas Pudding (anglais)
- Le beigne (français local) ou donut (anglais) est un beignet sucré de forme annulaire à texture dense souvent couvert d’un glaçage.
- Le lait de poule (français local) ou eggnog (anglais) est une boisson à base de lait, de crème, de sucre et de jaune d'œuf parfumée à la noix de muscade ou à la cannelle
- Le gâteau aux fruits (français local) ou cake aux fruits
- Le pain d’épices, souvent en formes de bonhomme de pain d’épices ou de maison en pain d’épices
- La tourtière, un type de pâté à la viande traditionnel du Québec
- La tarte au mincemeat (français local) ou Mince Pie (français local), une tartelette sucrée aux fruits secs et aux épices
- Le biscuit sablé (français local) ou shortbread (anglais), un type de biscuits sablé écossais caractérisé par la quantité de beurre qu'il contient
- La sauce à la canneberge
- Le ragoût de pattes de cochon

### Chili

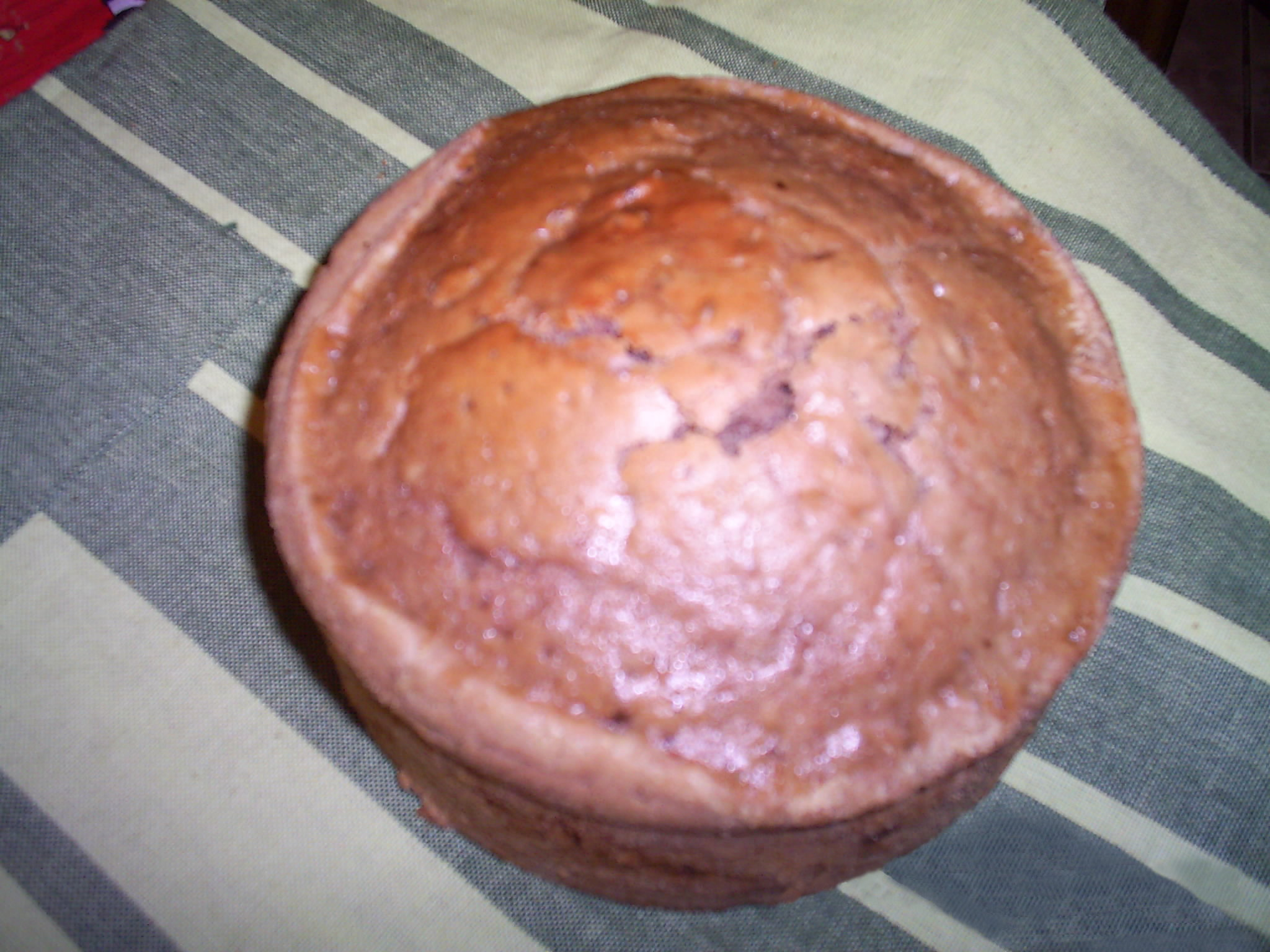
Un Pan de Pascua.

- Cola de mono - un cocktail chilien réalisé à base de lait, sucre, café, clou de girofle, cannelle et eau-de-vie, qui est aussi bu le jour de l'an.
- Pan de Pascua - un gâteau semblable à un sponge cake avec clous de girofle, des morceaux de fruits confits, des raisins secs, des noix et des amandes.
- La dinde rôtie
- Ponche a la romana - une boisson similaire au de lait de poule mais faite de champagne et de glace à l'ananas.

### Colombie

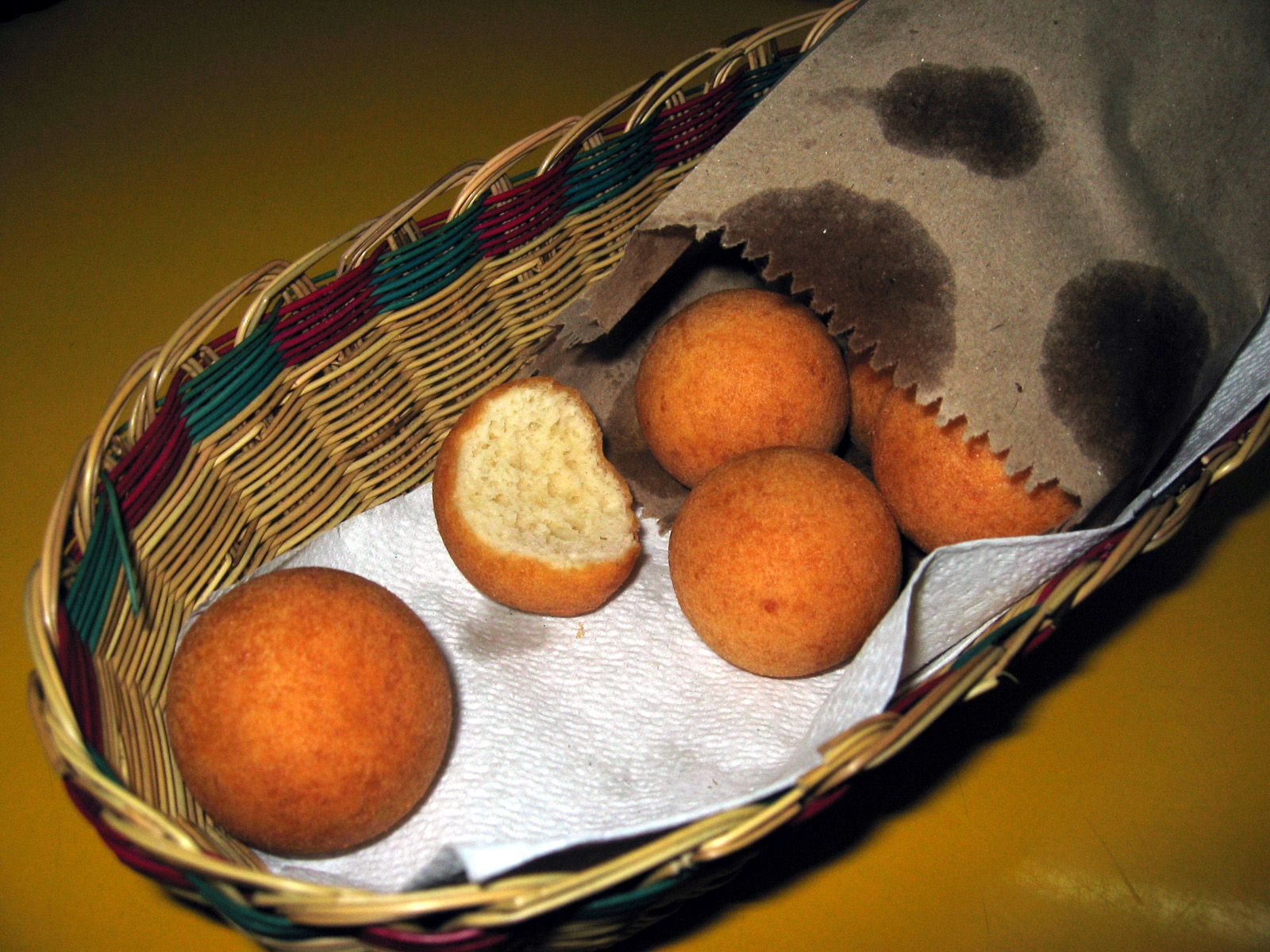
Des Buñuelos.

La plupart des plats colombiens typiquement cuisinés durant la période de Noël sont des confiseries et des desserts. Les plus populaires de ces derniers incluent :
- Buñuelos - un type de beignet fait avec un fromage blanc, qui est roule en boule, puis frit jusqu’à obtenir une couleur brun-or.
- Natilla - une crème-dessert à base de lait, d'œuf, de sucre, de vanille et de cannelle.
- Manjar blanco - à base de lait, riz et sucre, ingrédients qui sont chauffés pendant une longue période de temps, jusqu'à obtenir une certaine texture.
- Hojaldres
- Des biscuits de Noël

### Cuba
- Crema de vie - un lait de poule d'origine cubaine, fait avec du lait concentré, du Rhum, du sirop de sucre, des zestes de citron, de la cannelle et de jaune d’œuf.
- Majarete - un pudding de maïs fait avec du lait de noix de coco, de maïs frais, de farine issue de ce dernier, de lait, d'eau, de vanille, de cannelle et de sucre.
- Moros y Cristianos - riz et flageolets
- Lechon asado - cochon de lait
- Turrón - nougat

### Danemark
- Æbleskiver - sorte de donuts sans trou saupoudrés de sucre en poudre et servis avec de la confiture de fraises ou de framboises
- Marrons grillés salés avec du beurre
- Pommes de terre à la vapeur
- Brun sovs (sauce brune) - une sauce utilisée pour recouvrir les plats de viandes à base de porc ou de canard ainsi que les pommes de terre vapeur
- Brunede kartofler - pommes de terre caramélisées
- Julebryg - bière de Noël
- gløgg - vin chaud préparé avec des épices, du sucre, des raisins et des amandes effilées
- Risalamande - pudding de riz avec des amandes, servi froid avec une sauce aux cerises
- Flæskesteg - porc rôti servi avec de la couenne grillée
- Andesteg - canard rôti fourré aux pommes et aux prunes
- Rødkål - chou rouge vinaigré servi chaud comme accompagnement
- Biscuits de Noël - Vaniljekranse, klejner, jødekager, pebernødder, honningkager, brunkager and finskbrød

### Finlande
- Jambon de Noël servi avec de la moutarde
- Saumon frais salé et poissons blancs
- Légumes vinaigrés
- Rosolli - salade froide de betteraves, pommes de terre et carottes
- Lutefisk - poisson blanc séché avec sauce Béchamel
- Poissons blanc et perche du Nil
- Gratin de pommes de terre (ou de patates douces)
- Pommes de terre vapeur
- Gratin de carottes
- Gratin de rutabaga
- Assortiments de fromages
- Tarte carélienne - tarte de farine de seigle sucrée ou salée
- Pudding de riz souvent saupoudré de cannelle, sucre et lait
- Joulutorttu - sablés avec un cœur de confiture de prunes
- Pain d'épices
- Glogg
- Bière de Noël

### France
- Huîtres
- Foie gras
- Saumon fumé
- Coquillages
- Champagne
- Crêpes (Bretagne)
- Chapon
- Dinde aux marrons
- Kouglof (Alsace)
- Treize Desserts (Provence)
- Noix
- Pâtes de coings
- Amandes
- Raisins
- Calissons d'Aix-en-Provence
- Nougats
- Pommes et poires
- Oranges
- Fougasse (Provence)
- Chocolat
- Bûche de Noël

### Guatemala
- Tamales - papillotes de farine de maïs farcies d'une garniture sucrée ou salée et servies dans des feuilles de bananier
- Punch - punch de Noël servi chaud avec divers fruits
- Pavo - dinde de Noël
- Buñuelos - dessert fait à base de maïs et sirop d'érable
- Poulet

### Hong-Kong
- Pain d'épices
- Dinde ou poulet rôti

### Hongrie
- Soupe de poissons
- Choux farcis
- Oie ou canard rôti
- Roulés aux noisettes et aux graines de pavot
- Pudding de pain au pavot
- Szaloncukor - friandise au chocolat

### Islande
- Hamborgarhryggur - porc rôti et fumé
- Hangikjöt - viande fumée d'agneau ou de mouton et bouillie
- Dinde rôtie au four
- Möndlugrautur - pudding de riz avec une amande entière cachée à l'intérieur
- Pommes de terre caramélisées
- Chou rouge vinaigré
- Smákökur - biscuits de Noël
- Laufabrauð - gâteaux décorés à la main et frits

### République dominicaine
- Moro de guandules - riz avec pois d'Angole et lait de coco
- Ensalada verde - salade Iceberg avec oignons, concombre et tomates
- Salade de pommes de terre
- Salade de macaronis
- Pasteles de hojas - une recette tamale importée de Porto Rico
- Cochon grillé
- Pollo al horno - poulet rôti
- Telera - pain traditionnel
- Anis del Mono - liqueur anisée
- Eggnog - le rhum remplace le Brandy
- Jengibre - thé au gingembre, traditionnellement servi chaud avec de la cannelle
- Vin rouge
- Vaniljekranse - biscuits au beurre inspirés de la tradition danoise
- Plateaux de fruits - souvent composés d'oranges, pommes, bananes, raisin et mangues

### République tchèque et Slovaquie
- Kapustnica - soupe au chou
- Carpe frite
- Salade de pommes de terre avec mayonnaise, œuf durs et légumes bouillis
- Vánoční cukroví - sablés de Noël
- Tarte aux fruits
- Pain d'épices
- Kuba - gruau et champignons